# Bob Berry (Footballspieler)
Robert Chadwick „Bob“ Berry junior (* 10. März 1942 in San Jose, Kalifornien; † 17. April 2023 in Santa Cruz, Kalifornien) war ein US-amerikanischer American-Football-Spieler auf der Position des Quarterback. In seiner Karriere spielte er für die Minnesota Vikings und die Atlanta Falcons in der National Football League (NFL).

## Frühe Jahre
Berry wuchs in San Jose, Kalifornien, auf und besuchte die Willow Glenn Highschool, wo sein Vater das Footballteam trainierte. Später besuchte er die University of Oregon, wo er mit dem Collegefootballteam 1963 den Sun Bowl gegen die Southern Methodist University mit 21:14 gewann. 1964 wurde er in das First-Team-All-American gewählt.

## NFL

### Minnesota Vikings
Berry wurde im AFL-Draft 1964 von den Denver Broncos in der 26. Runde an 201. Stelle und im NFL-Draft 1964 in der elften Runde an 142. Stelle von den Philadelphia Eagles ausgewählt, jedoch entschied er sich, noch ein weiteres Jahr am College zu absolvieren. Nach diesem Jahr unterschrieb er einen Vertrag bei den Minnesota Vikings, die sich die Rechte für Berry von den Eagles sicherten. Berry ordnete sich unter Headcoach Norm Van Brocklin zwei Jahre hinter den etatmäßigen Quarterback Fran Tarkenton ein. Sein erstes Spiel als Starter absolvierte er 1966 bei der Heimniederlage Atlanta Falcons. Als Tarkenton zu den New York Giants wechselte, musste er sich abermals als Backup-Quarterback hinter Joe Kapp einreihen. Nach drei Saisons verließ er die Vikings.

### Atlanta Falcons
Berry unterschrieb einen Vertrag bei den Atlanta Falcons. Nach dem dritten Spieltag der Saison 1968 wurde Norm Van Brocklin erneut sein Headcoach. In fünf Saisons startete Berry 51 Spiele, wo er 8.489 Yards und 57 Touchdowns warf. 1969 wurde er in den Pro Bowl gewählt. Vor der Saison 1973 wurde er zurück zu den Minnesota Vikings getradet.

### Zweiter Aufenthalt bei den Minnesota Vikings
Nach vier weiteren Jahren bei den Vikings, wo er sich erneut hinter Fran Tarkenton einreihte, trat er 1977 von seiner Profikarriere zurück.

## Persönliches
Berry hat zwei Kinder, eine Tochter (Jennifer, * 1972) und einen Sohn (Michael, * 1993). Berry starb am 17. April 2023 in Santa Cruz, Kalifornien.